# فولفغانغ راينهارد
فولفغانغ راينهارد (بالألمانية: Wolfgang Reinhardt)‏ (و. 1908 – 1979 م) هو منتج أفلام، وكاتب سيناريو نمساوي، ولد في فيينا، توفي في روما، عن عمر يناهز 71 عاماً.

## وصلات خارجية
- فولفغانغ راينهارد على موقع IMDb (الإنجليزية)
- فولفغانغ راينهارد على موقع ألو سيني (الفرنسية)
- فولفغانغ راينهارد على موقع أول موفي (الإنجليزية)
- فولفغانغ راينهارد على موقع قاعدة بيانات الأفلام السويدية (السويدية)
- فولفغانغ راينهارد على موقع قاعدة بيانات الفيلم (الإنجليزية)